# Imanol Idiakez
Joseba Imanol Idiakez Barkaiztegi (San Sebastián, Guipúzcoa, 14 de marzo de 1972) es un exfutbolista y entrenador español. Actualmente entrena al AEK Larnaca de la Primera División de Chipre. Es hermano del también exfutbolista y entrenador Íñigo Idiakez.

## Trayectoria

### Como jugador
Jugador que se formó en la cantera de la Real Sociedad pero vio truncada su progresión por una grave lesión de tibia que le impidió llegar al primer equipo. Más tarde, jugó en multitud de equipos de la Segunda B y Segunda División, hasta que se retiró en las filas del Burgos Club de Fútbol en 2007.

### Como entrenador
Como entrenador tiene una dilatada carrera, con amplia experiencia en los banquillos, Idiakez comenzó a entrenar al filial de la Real Sociedad y más tarde, ha entrenado en equipos como el Real Unión de Irún, el Guijuelo, y Club Polideportivo Ejido, todos en Segunda División B de España.
En 2013, dirigió al Toledo que ascendió a Segunda B y promocionó a Segunda un curso después.
Tras salir de Toledo, dirigiría al Lleida de la Segunda División B de España. En julio de 2016, tras perder en la tanta de penaltis el ascenso a Segunda División de España siendo entrenador del Lleida, se marcha a Chipre para convertirse en el entrenador del AEK Larnaca de la Primera División de Chipre, al que dirigiría en diversas etapas.
En junio de 2018, se convierte en el nuevo técnico del Real Zaragoza. El 21 de octubre de 2018 es destituido, debido a una grave crisis de resultados.
El 15 de enero de 2019, vuelve al banquillo del AEK Larnaca, sustituyendo a Andoni Iraola, hasta final de temporada. El 12 de diciembre de 2019 fue destituido del cargo.
El 30 de julio de 2020, se convierte en segundo entrenador del Villarreal C. F. de Unai Emery, con el que trabajaría durante dos temporadas. El 6 de junio de 2022, se desvincula del Villarreal C. F. 
con el que tenía un año más de contrato, para firmar por el C. D. Leganés de la Segunda División de España por dos temporadas.
El 4 de abril de 2023, fue destituido después de 5 derrotas consecutivas, dejando al equipo pepinero 17º clasificado con 40 puntos, 5 puntos por encima del descenso.
El 1 de julio de 2023, se convierte en nuevo técnico del R. C. Deportivo de La Coruña de la Primera Federación, con el objetivo de devolver al conjunto gallego al fútbol profesional.
El 12 de mayo de 2024, en su primer intento y tras un inicio de temporada muy complicado llegando a estar en puestos de descenso a Segunda RFEF, consigue el ascenso a la segunda categoría del fútbol español a falta de dos jornadas para acabar la temporada.
En la temporada 2024/2025 de Segunda División es destituido con el equipo en puestos de descenso en la 20ª posición en la jornada 12. Lo sustituye Óscar Gilsanz, quien realiza números de play off y logra la salvación matemática a falta de cuatro jornadas con el club en décima posición.
El 30 de mayo de 2025, ficha por el AEK Larnaca de la Primera División de Chipre, siendo su tercera etapa en el club chipriota.

## Clubes

### Como jugador
| Club                   | País   | Año       |
| ---------------------- | ------ | --------- |
| Real Sociedad "B"      | España | 1990-1993 |
| S. D. Beasáin          | España | 1993-1997 |
| Real Avilés Industrial | España | 1997-1999 |
| Burgos C. F.           | España | 1999-2000 |
| C. F. Ciudad de Murcia | España | 2001-2003 |
| C. D. Linares          | España | 2004      |
| Girona F. C.           | España | 2004-2005 |
| C. F. Reus Deportiu    | España | 2005-2006 |
| Burgos C. F.           | España | 2006-2007 |

### Como entrenador
| Club                             | País   | Año       | P   | PG | PE | PP | % v.   |
| -------------------------------- | ------ | --------- | --- | -- | -- | -- | ------ |
| Real Sociedad "B"                | España | 2008-2010 | 78  | 32 | 24 | 22 | 41.03  |
| Poli Ejido                       | España | 2011      | 8   | 2  | 3  | 3  | 25     |
| C. D. Guijuelo                   | España | 2011-2012 | 38  | 16 | 10 | 12 | 42.11  |
| Real Unión                       | España | 2012-2013 | 38  | 14 | 13 | 11 | 36.84  |
| C. D. Toledo                     | España | 2013-2014 | 41  | 19 | 11 | 11 | 38.78  |
| Lleida Esportiu                  | España | 2014-2016 | 86  | 42 | 21 | 23 | 48.84  |
| AEK Larnaca                      | Chipre | 2016-2018 | 97  | 58 | 23 | 16 | 59.79  |
| Real Zaragoza                    | España | 2018      | 12  | 3  | 5  | 4  | 25     |
| AEK Larnaca                      | Chipre | 2019      | 37  | 19 | 13 | 5  | 51.35  |
| Villarreal C. F. (2º entrenador) | España | 2020-2022 | 115 | 55 | 30 | 28 | 47.83  |
| C. D. Leganés                    | España | 2022-2023 | 35  | 10 | 10 | 15 | 28.57  |
| R. C. Deportivo de La Coruña     | España | 2023-2024 | 54  | 27 | 16 | 11 | 57.89% |
| AEK Larnaca                      | Chipre | 2025-Act. | 0   | 0  | 0  | 0  | 0%     |

## Palmarés

### Como entrenador

#### Campeonatos nacionales
| Título         | Club        | País   | Año     |
| -------------- | ----------- | ------ | ------- |
| Copa de Chipre | AEK Larnaca | Chipre | 2017-18 |